# Friday I'll Be Over U
Friday I'll Be Over U è il singolo di debutto della cantante pop rock statunitense Allison Iraheta, incluso nel suo album Just Like You. La canzone El Viernes Te Olvido Yo, disponibile solo nell'edizione iTunes deluxe dell'album, è la versione in spagnolo del singolo. Ha finora venduto circa 54 000 copie a livello mondiale. Ha fatto il suo debutto in radio il 5 ottobre 2009 ed è stato messo in commercio il 3 novembre dello stesso anno.